# Fennofil
Fennofil (av nylatin Fe'nnia och grekiska filos, "vän"), vän av Finland eller finska språket, särskilt forskare på 1700-talet som ville uppmuntra studier av Finlands historia och finska. Finland var ännu en del av Sverige och under stormaktstiden framställdes svenskarna som ett viktigt folk med långa anor och stort internationellt inflytande. Fennofilerna betonade hembygdskärlek och den framstående fennofilen Daniel Juslenius framhöll liknande myter om det finska, som att finska språket skulle ha utvecklats från hebreiska.
Den senare fennomanin var mer nationalistisk och intresserad av Finlands självständighet.